# أعمال-للموظف
التجارة الإلكترونية بين المؤسسة والموظف (B2E) تستخدم شبكة داخلية تسمح للشركات بتقديم منتجات و/أو خدمات لموظفيها. وعادة ما تستخدم الشركات الشبكات المشتركة بين المؤسسة والموظف لميكنة العمليات المؤسسية المتعلقة بالموظف.
تشتمل أمثلة تطبيقات الشبكات المشتركة بين المؤسسة والموظف على:
- إدارة سياسة التأمين على الإنترنت
- نشر إعلانات الشركات
- طلبات التوريد عبر الإنترنت
- العروض الخاصة بالموظفين
- تقديم تقارير مصالح الموظفين
- إدارة 401 (كيه)